# Аэропорт Густав III
Аэропорт Густав III (ИАТА: SBH , ИКАО: TFFJ), также известный как аэропорт Сен-Бартелеми, аэропорт Реми де Хенен или аэропорт Сен-Жан, — аэропорт на карибском острове Сен-Бартелеми в районе Сен-Жан.

## История
Аэропорт назван в честь короля Швеции Густава III, при котором Швеция получила остров от Франции в 1784 году (в 1878 году он был продан обратно Франции). В 1984 году министр связи Швеции Ханс Густафссон торжественно открыл здание терминала аэропорта Густав III. В 2015 году аэропорт получил название Aéroport de Saint-Barthélemy-Rémy-de-Haenen в честь Реми де Хенена, пионера авиации, а затем мэра Сен-Бартелеми.

## Особенности

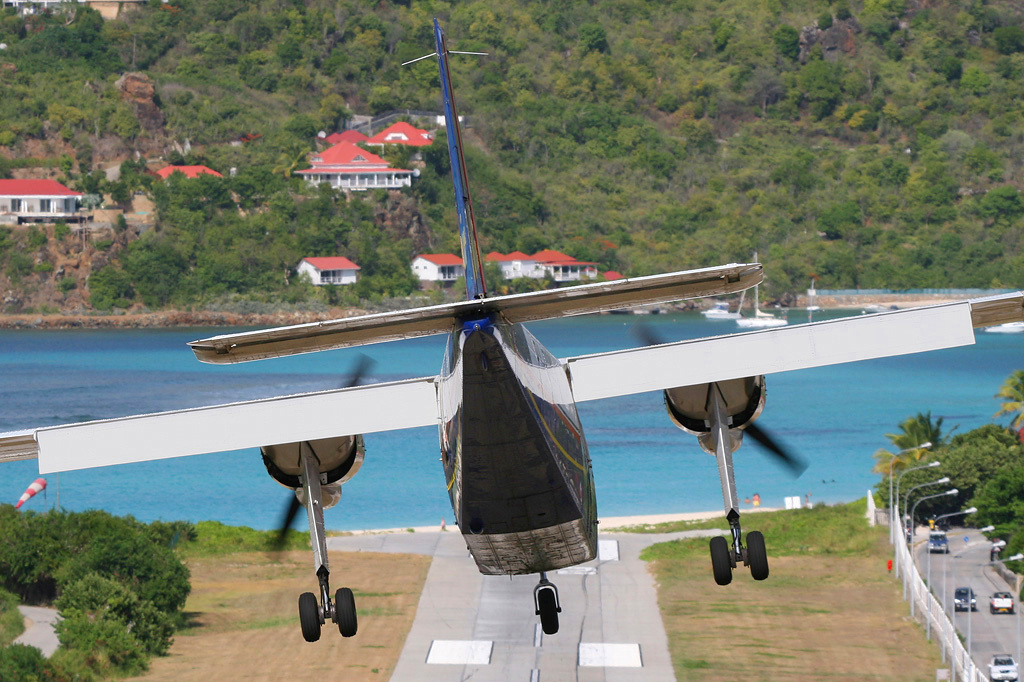
Britten-Norman BN-2 Islander авиакомпании

Аэропорт Густав III находится в прибрежной зоне. Его взлётно-посадочная полоса длиной 646 метров расположена перпендикулярно побережью. Из-за очень короткой взлётно-посадочной полосы, непосредственной близости к автомобильной дороге и необходимости получения особой лицензии на посадку в аэропорту документальный фильм телеканала History Channel «Самые экстремальные аэропорты» поставил его на третье место по опасности в мире после аэропорта Тонконтин и аэропорта Лукла. Аэропорт обслуживается небольшими региональными самолётами. Большинство самолётов, совершающих рейсы в аэропорт, таких как Twin Otter, перевозят менее двадцати пассажиров. De Havilland Canada Dash 7 — самый большой самолёт, допущенный к эксплуатации в аэропорту. Короткая взлётно-посадочная полоса находится у основания пологого склона, заканчивающегося прямо на пляже. Глиссада захода на посадку со стороны холма чрезвычайна крута. Вылетающие самолёты пролетают прямо над головами загорающих на пляже людей. Наиболее распространёнными самолётами, выполняющими коммерческие рейсы, являются Pilatus PC-12, Cessna 208B Grand Caravan, De Havilland DHC-6 Twin Otter и Britten-Norman BN-2 Islander.

## Статистика
Данные из запроса в Викиданные.